# Vichada Valles
Vichada Valles est un système de vallées de la planète Mars couvrant 430 km au sud de Tyrrhena Terra et centré par 19,4° S et 88,1° E dans le quadrangle d'Iapygia.